# Tokyo Ghost
Tokyo Ghost est une série de bande dessinée fantastique française écrite par Nicolas Jarry, dessinée par Djief et coloriée par Joëlle Comtois, et publiée par Soleil en 2006.

## Analyse
Nicolas Jarry a découvert, sur internet, les dessins du Québécois Djief qui, en tant qu'auteur de bande dessinée, signe, ici, sa toute première série.

## Albums
- 1 Le Berger des âmes, Soleil, coll. « Soleil levant », 2006
Scénario : Nicolas Jarry - Dessin : Djief - Couleurs : Joëlle Comtois - (ISBN 2-84946-484-8)
- 2 Edo, Soleil, coll. « Soleil levant », 2006
Scénario : Nicolas Jarry - Dessin : Djief - Couleurs : Joëlle Comtois - (ISBN 2-84946-603-4)

## Accueil
Laurent Boileau (Actua BD) prévient que « l’histoire est fluide, mais on regrette un manque de consistance et certains raccourcis, diptyque oblige (…). La véritable surprise réside dans le dessinateur. (…) Tokyo Ghost appartient à cette catégorie d’albums plaisants à la lecture, mais vite oubliés… ».